# Actinella giramica
Actinella giramica (лат.) — наземный брюхоногий моллюск отряда лёгочных улиток семейства Hygromiidae. Данный вид является эндемиком Португалии, обитает на острове Мадейра. Природной средой обитания являются умеренные леса и луга. В настоящее время встречается в долине близ утёса Кабо Жирао. Вид находится под угрозой утраты среды обитания вследствие развития туризма.